# Rhaphuma ruficollis
Rhaphuma ruficollis är en skalbaggsart som beskrevs av Mitono 1942. Rhaphuma ruficollis ingår i släktet Rhaphuma och familjen långhorningar.
Artens utbredningsområde är Taiwan. Inga underarter finns listade i Catalogue of Life.